# روجر بريس
روجر بريس (بالإنجليزية: Roger Preece)‏ هو لاعب كرة قدم ومدرب كرة قدم بريطاني في مركز ظهير ‏، ولد في 9 يونيو 1968 في Much Wenlock ‏ في المملكة المتحدة. لعب مع شروزبري تاون ونادي تشستر سيتي ونادي تلفورد يونايتد ونادي ريكسهام ونادي ساوثبورت ونادي نيوتاون.

## وصلات خارجية
- روجر بريس على موقع قاعدة بيانات كرة القدم.إي يو (الإنجليزية)
- روجر بريس على موقع Soccerbase.com (لاعب) (الإنجليزية)